# فرودگاه جی‌شی شینگ‌کای‌هو
فرودگاه جی‌شی شینگ‌کای‌هو (به انگلیسی: Jixi Xingkaihu Airport) یک فرودگاه همگانی با کد یاتا JXA است. این فرودگاه در کشور چین قرار دارد.

## شرکت‌های هواپیمایی و مقصدهای پروازی
| شرکت‌های هواپیمایی      | مقصدهای پروازی                      |
| ---------------------- | ----------------------------------- |
| بیجینگ کپیتال ایرلاینز | پکن                                 |
| هواپیمایی جنوبی چین    | بایون گوآنگجو، شنینگ تخین           |
| اوکی ایرویز            | هاربین تایپینگ                      |
| شانگهای ایرلاینز       | کینگدائو لیوتینگ، شانگهای هونگچیائو |